# Shanley Caswell

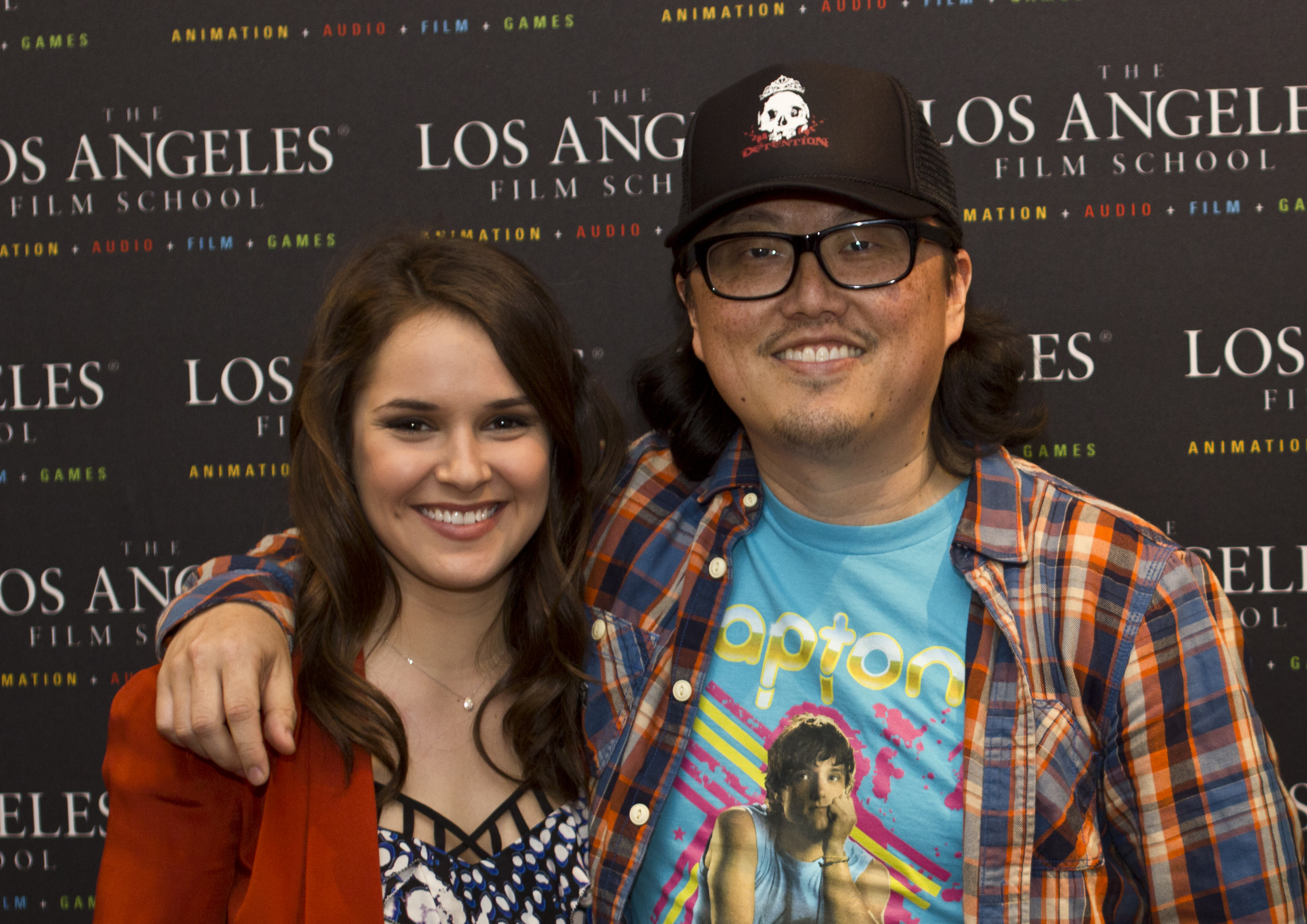
Shanley Caswell mit Joseph Kahn (2012)

Shanley Caswell (* 3. Dezember 1991 in Sarasota, Florida) ist eine US-amerikanische Schauspielerin.

## Karriere
2011 spielte Caswell eine der Hauptrollen in der Horror-Komödie Detention – Nachsitzen kann tödlich sein und 2013 im Horrorfilm Conjuring – Die Heimsuchung. Seit 2014 spielt sie Laurel Pride in der Fernsehserie Navy CIS: New Orleans. Ihr Schaffen umfasst rund zwei Dutzend Produktionen.
Synchronisiert wird sie unter anderem von Victoria Frenz (in The Mentalist) und Maren Rainer (in Detention – Nachsitzen kann tödlich sein).

## Filmografie (Auswahl)
- 2008: Zoey 101 (Fernsehserie, 1 Folge)
- 2009: Mending Fences (Fernsehfilm)
- 2010: iCarly (Fernsehserie, 1 Folge)
- 2010: Bones – Die Knochenjägerin (Bones; Fernsehserie, 1 Folge)
- 2010: The Mentalist (Fernsehserie, 1 Folge)
- 2011: Detention – Nachsitzen kann tödlich sein (Detention)
- 2011: The Middle (Fernsehserie, 2 Folgen)
- 2011: CSI: NY (Fernsehserie, 1 Folge)
- 2012: Snow White (Snow White: A Deadly Summer)
- 2013: Feels So Good
- 2013: Conjuring – Die Heimsuchung (The Conjuring)
- 2013: Vegas (Fernsehserie, 1 Folge)
- 2014: High School Possession (Fernsehfilm)
- 2014–2021: Navy CIS: New Orleans (NCIS: New Orleans; Fernsehserie)
- 2015: The Night Shift (Fernsehserie, 1 Folge)
- 2015: Scorpion (Fernsehserie, 1 Folge)
- 2018: Alt Space
- 2018: Haunting on Fraternity Row
- 2018: S.W.A.T. (Fernsehserie, 1 Folge)
- 2019: Atlanta Medical (The Resident; Fernsehserie, 1 Folge)
- 2019: 1/2 New Year
- 2020: Kappa Kappa Die
- 2021: Power Book III – Raising Kanan (Fernsehserie)